# Корбіца
Корбіца (рум. Corbița) — село у повіті Вранча в Румунії. Входить до складу комуни Корбіца.
Село розташоване на відстані 212 км на північний схід від Бухареста, 50 км на північ від Фокшан, 113 км на південь від Ясс, 98 км на північний захід від Галаца, 142 км на північний схід від Брашова.

## Населення
За даними перепису населення 2002 року у селі проживали 155 осіб, з них 154 особи (99,4%) румунів. Рідною мовою 154 особи (99,4%) назвали румунську.